# Korūzhadeh
Korūzhadeh (persiska: کروژده) är en ort i Iran.   Den ligger i provinsen Khorasan, i den nordöstra delen av landet, 500 km öster om huvudstaden Teheran. Korūzhadeh ligger 1 074 meter över havet och antalet invånare är 919.
Terrängen runt Korūzhadeh är platt åt sydväst, men åt nordost är den kuperad.Runt Korūzhadeh är det ganska glesbefolkat, med 29 invånare per kvadratkilometer. Närmaste större samhälle är Neqāb, 2,8 km väster om Korūzhadeh. Trakten runt Korūzhadeh består till största delen av jordbruksmark.